# Gutachten
Ein Gutachten oder eine Expertise ist ein begründetes Urteil eines Sachverständigen über eine Zweifelsfrage. Wenigstens in Medizin oder Psychologie ist ein Gutachten ein wissenschaftliches Produkt in Form eines Berichts und nutzt entsprechende Verfahren.
Das nach der Begutachtung, etwa einer Unfallbegutachtung, erstellte Gutachten dient dem Auftraggeber als Entscheidungshilfe. Gutachten können in verschiedensten Kontexten erstellt werden, teilweise sind Form oder Inhalt an DIN gebunden.
Ein Gutachten enthält beispielsweise Darstellungen von Erfahrungssätzen und die Ableitung von Schlussfolgerungen für die tatsächliche Beurteilung eines Geschehens oder Zustands durch einen oder mehrere Sachverständige. Der Sachverständige erstellt in der Regel Befunde, schriftliche Gutachten oder Stellungnahmen (Gerichtsverfahren, legislative Abläufe).

## Gutachten eines Sachverständigen
Ein qualifizierter Gutachter wird bei Sachfragen zunächst Tatsachen feststellen und danach ggf. Schlussfolgerungen ziehen. Ein Gutachten muss vollständig und nachvollziehbar sein und sollte möglichst auch für einen Nichtfachmann verständlich formuliert werden.
Ein Gutachten enthält eine allgemein vertrauenswürdige Beurteilung eines Sachverhalts im Hinblick auf eine Fragestellung oder ein vorgegebenes Ziel. Es tritt als verbindliche (z. B. bezeugte oder unterschriebene) mündliche oder schriftliche Aussage eines Sachverständigen auf. Die allgemeine Vertrauenswürdigkeit wird in Deutschland durch die öffentliche Bestellung und Vereidigung, sowie die Zertifizierung oder Bestellung durch ein Gericht (z. B. gemäß § 404 ZPO) erreicht.
Gutachten können zu Rechts- und Sachfragen erstellt werden. Ein Rechtsgutachten ist die Feststellung des geltenden und anwendbaren Rechts hinsichtlich eines vorgegebenen Sachverhaltes oder aber die gutachterliche Beurteilung der Rechtsfragen oder Rechtsfolgen eines Sachverhaltes. Dabei spielt zumindest in der Rechtslehre der Gutachtenstil eine Rolle, da dieser Formalismus die Fehlererkennung erleichtert. Gutachten zu Sachfragen werden in diesem Zusammenhang zur besseren Abgrenzung auch als „Sachgutachten“ oder „Hilfsgutachten“ bezeichnet.
Der Begriff „Gutachten“ ist weder eine geschützte Bezeichnung, noch hat er eine besonders herausgehobene prozessrechtliche Bedeutung, auch wenn der Inhalt des Gutachtens nach laienhafter Vorstellung als besonders glaubwürdig angesehen wird und als mögliches Beweismittel den Ausgang des Verfahrens zu beeinflussen vermag. Wenn ein Gerichtssachverständiger (gelegentlich auch „Gerichtsgutachter“ genannt) seine Expertise abgibt, spricht man von einem Gerichtsgutachten. Legt eine der Prozessparteien eine sachverständige Ausarbeitung vor, wird von einem Privatgutachten oder Parteigutachten gesprochen. Unabhängig von der Bezeichnung handelt es sich dabei prozessrechtlich um Parteivortrag. Daher sind hierfür auch andere synonymartige Benennungen wie z. B. „Begutachtung“, „Stellungnahme“, „Bericht“, „Auswertung“ o. Ä. grundsätzlich gleichwertig.

## Abgrenzung
Abzugrenzen ist ein Gutachten von der sogenannten gutachtlichen (gutachterlichen) Stellungnahme, die oft sprachlich im Geschäftsverkehr mit Gutachten vermengt wird. Im Gegensatz zu einem Gutachten kann sich eine gutachtliche Stellungnahme auf die Kernpunkte der Beurteilung konzentrieren und muss nicht Befund und Zustandekommen der Ergebnisse genau dokumentieren. Man kann sich bei einer gutachtlichen Stellungnahme – in mündlicher oder schriftlicher Aussage – auf bereits vorliegende Untersuchungen beziehen, ohne diese im Detail prüfen zu müssen.
Ein Gutachten über die Fahreignung (sogenannte MPU-Gutachten) erfolgt auf behördliche Veranlassung im privaten Auftrag (und auf Kosten des Auftraggebers; siehe auch Abschnitt Kosten der MPU).
Im Prozess der Entwicklung der Demokratie – partizipative Demokratie – wurde der Begriff „Bürgergutachten“ geschaffen.
Fragwürdige Begutachtungen, die zu einem fehlerhaften Gutachten führen, jedoch den Interessen oder Ansichten des Auftraggebers entgegenkommen, werden häufig Gefälligkeitsgutachten genannt.

## Gutachten von Behörden

### Deutschland

#### Behördengutachten
Behördengutachten sind ein Zeugnis oder ein Gutachten enthaltende Erklärungen öffentlicher Behörden. Ist das Gutachten einer kollegialen Fachbehörde eingeholt worden, so kann das Gericht die Behörde ersuchen, eines ihrer Mitglieder mit der Vertretung des Gutachtens in der Hauptverhandlung zu beauftragen und dem Gericht zu bezeichnen. Hinsichtlich des Aufbaus und des Inhalts eines Behördengutachtens gibt es keine normativen Vorgaben.
Die Art und Weise, wie das Gutachten bzw. die Erkenntnisse/Ergebnisse des Gutachtens in die Hauptverhandlung formal eingebracht werden können, ergeben sich nach § 256 StPO. So kann abweichend zu den Regularien des § 250 StPO, z. B. aus Gründen der Verfahrenserleichterung, auf das mündliche Vortragen eines Behördengutachters verzichtet werden, indem das Behördengutachten (ggf. auch nur wesentliche Passagen daraus) verlesen wird.

#### Pflegegutachten
Um in Deutschland Leistungen der Pflegeversicherung zu erhalten, muss vorher eine Pflegebegutachtung im häuslichen Umfeld der Person, die einen Pflegegrad beantragt, stattfinden. Der Medizinische Dienst der Krankenversicherung oder der medizinische Dienst der privaten Krankenkassen (medicproof) gibt die Erstellung des entsprechenden Gutachtens in Auftrag. Eine Feststellung der Pflegebedürftigkeit, sowie das Beziehen der entsprechenden Leistungen ist ohne vorherige ärztliche Begutachtung nicht möglich. Die Begutachtung der Selbstständigkeit einer Person erfolgt sowohl inhaltlich als auch formell nach vorgeschriebenen Richtlinien.

### Liechtenstein
Gutachten von Behörden werden in Liechtenstein meist von Mitarbeitern der Landesbehörden erstellt und abgegeben. Eine genaue Verfahrensregelung dazu fehlt (es finden sich zwar in den Art. 59 ff. Landesverwaltungspflegegesetz und weiteren Bestimmungen allgemeine Regelungen für die Behörde zur Einvernahme von Sachverständigen und zu den Gebühren etc., jedoch keine Regelungen für den Sachverständigen selbst).
Einige weitere (recht allgemeine) organisatorische Regelungen finden sich unter anderem in den §§ 71 ff. der liechtensteinischen Strafprozessordnung (StPO) hinsichtlich der Verwendung von Sachverständigen im Strafverfahren sowie in weiteren Bestimmungen der StPO Einzelregelungen (z. B. zum Fragerecht des Beschuldigten).

### Österreich
Gutachten von Behörden werden in Österreich von Amtssachverständigen im Auftrag der Behörde erstellt und abgegeben. Die Vorgangsweise und Verfahrensregeln ist dazu grundsätzlich in den §§ 52 ff. Allgemeines Verwaltungsverfahrensgesetz (AVG) geregelt.
In den §§ 126 ff. der österreichischen Strafprozessordnung (StPO) finden sich unter anderem detaillierte Regelungen zur Bestellung von Sachverständigen und deren Aufgaben im Strafverfahren sowie in weiteren Bestimmungen der StPO Einzelregelungen (z. B. zum Fragerecht des Beschuldigten).

## Normungs-Projekt „Europäische Gutachten“
Zur Gewährleistung eines hohen Niveaus von Gutachten hat das französische Normungsinstitut AFNOR im Frühjahr 2010 die Entwicklung einer Europäischen Norm für Gutachter-Tätigkeiten angeregt (Projekttitel: General requirements of competence for an expertise activity; deutsch: „Allgemeine Anforderungen an die Kompetenz bei der Erstellung von Expertisen/Gutachten“).
Dazu soll ein eigenes Programm-Komitee (CEN/PC) mit dem Titel Expertise Services eingerichtet werden.